# Aire View
Aire View – wieś w Anglii, w hrabstwie North Yorkshire, w dystrykcie (unitary authority) North Yorkshire. Leży 62 km na zachód od miasta York i 296 km na północny zachód od Londynu.